# Clematis florida
Clematis florida là một loài thực vật có hoa trong họ Mao lương. Loài này được Thunb. mô tả khoa học đầu tiên năm 1784.

## Hình ảnh

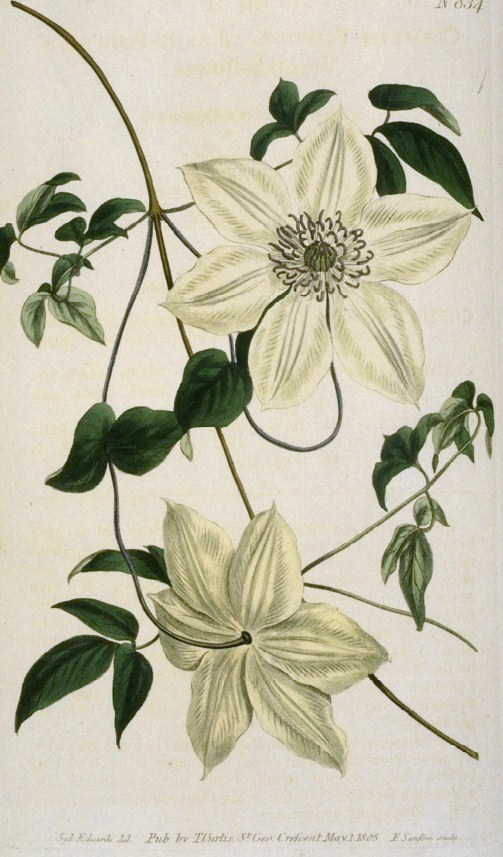
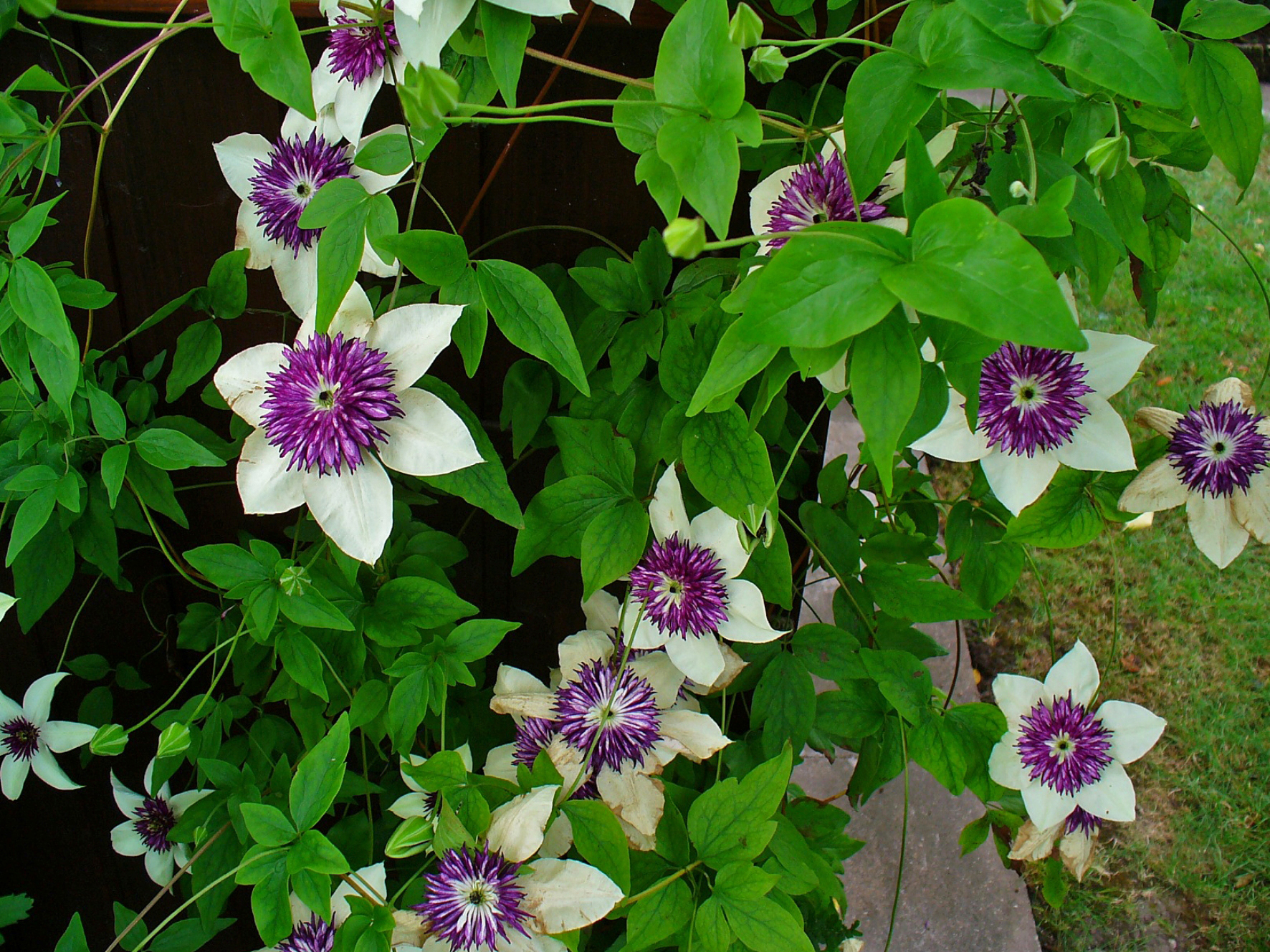
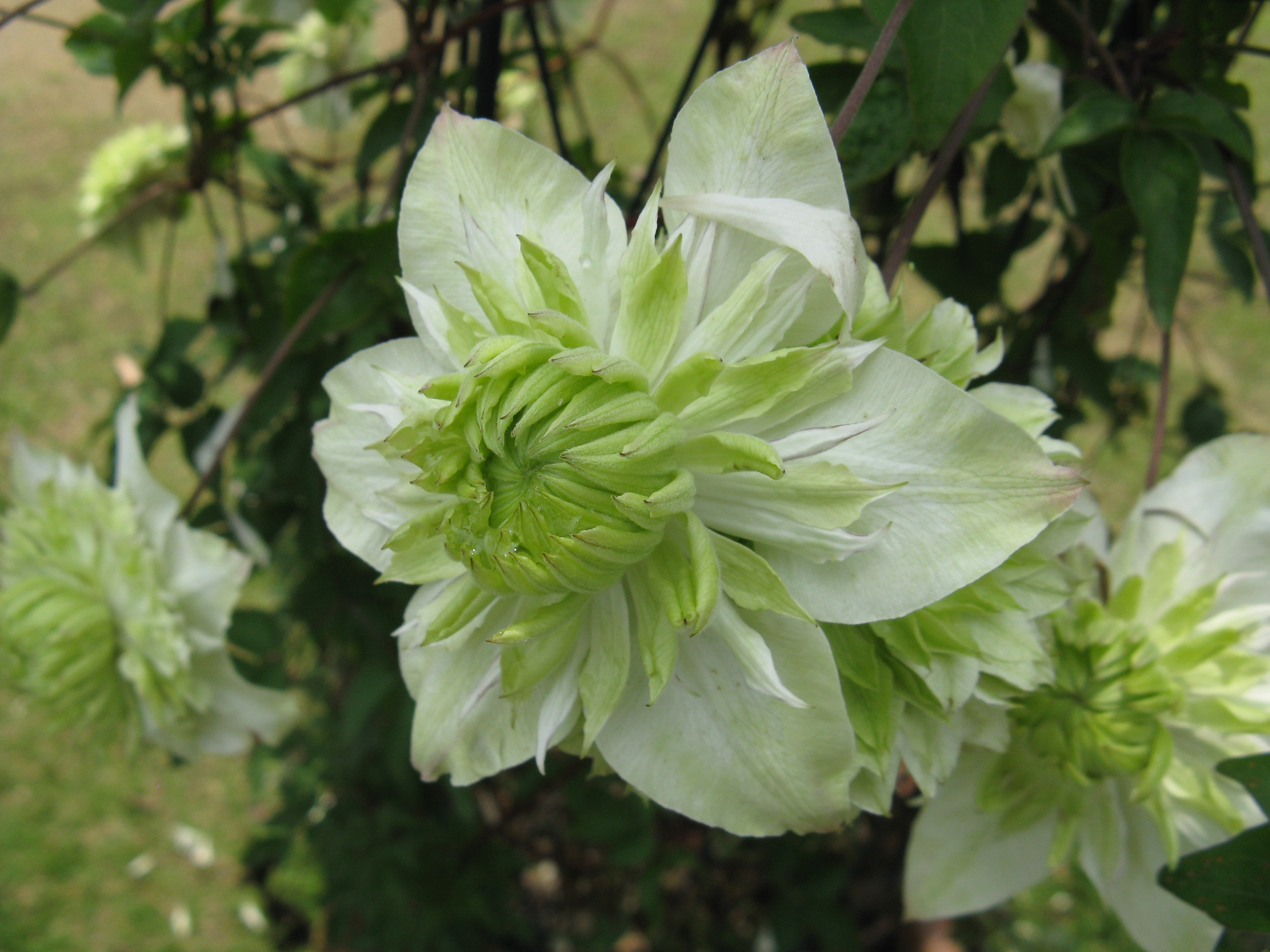
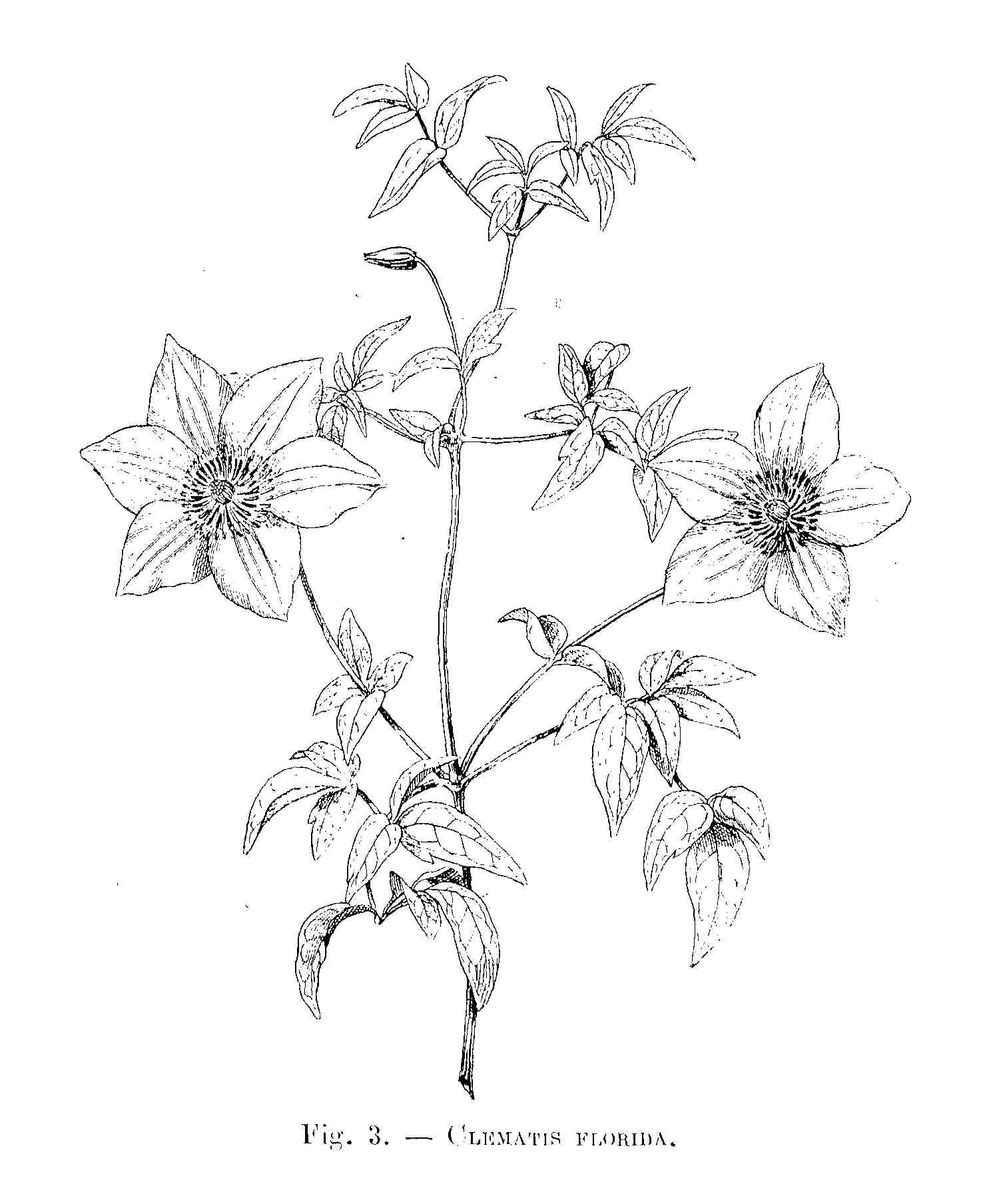